# 凯姆拜奈肯帕拉耶姆
凯姆拜奈肯帕拉耶姆（Kembainaickenpalayam），是印度泰米尔纳德邦Erode县的一个城镇。总人口10305（2001年）。

## 人口
该地2001年总人口10305人，其中男性5212人，女性5093人；0—6岁人口898人，其中男464人，女434人；识字率45.89%，其中男性为55.35%，女性为36.21%。